# (3588) Kirik

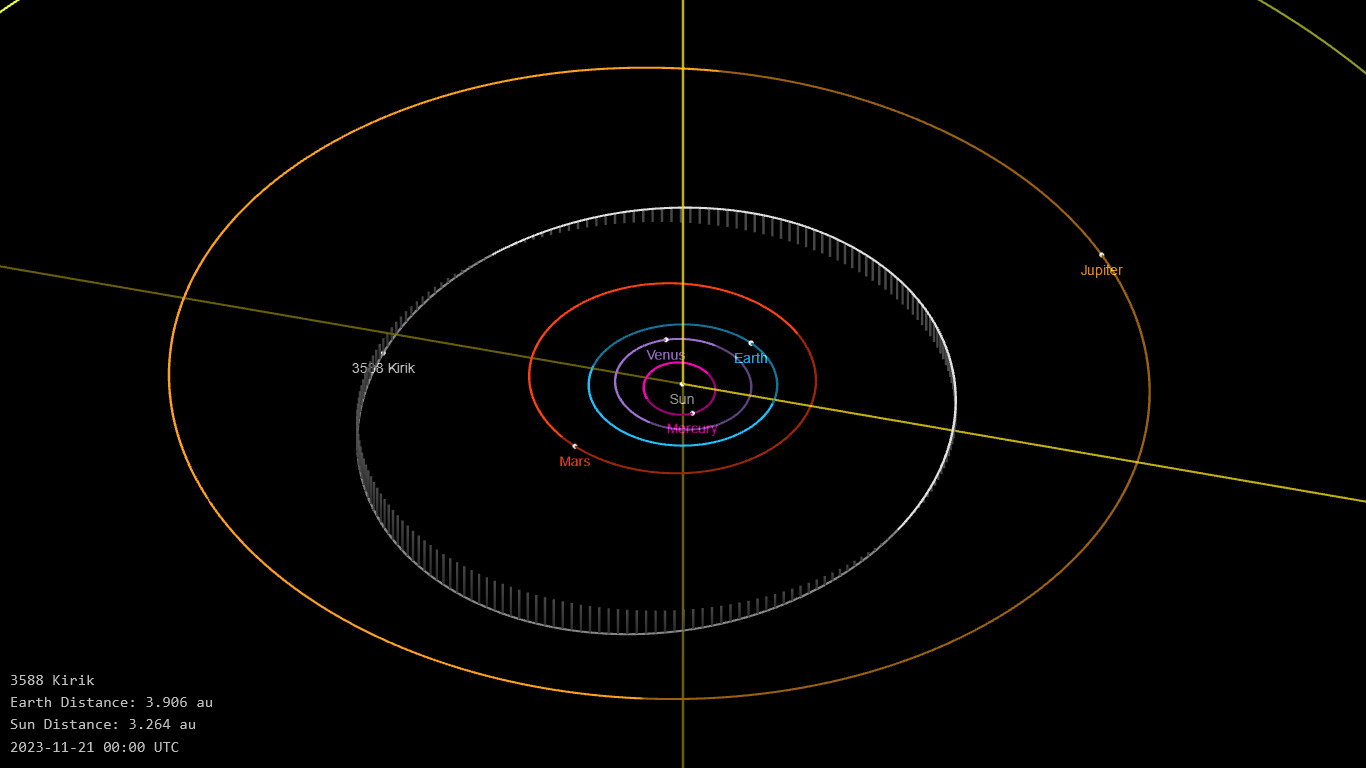
Sistema de centro de gravedad.

(3588) Kirik es un asteroide perteneciente al cinturón exterior de asteroides descubierto el 8 de octubre de 1981 por Liudmila Ivánovna Chernyj desde el Observatorio Astrofísico de Crimea, en Naúchni.

## Designación y nombre
Kirik se designó al principio como 1981 TH4.
Posteriormente, en 1988, fue nombrado en honor del monje ruso Kirik de Nóvgorod (1110-h.1156).

## Características orbitales
Kirik está situado a una distancia media de 3,228 ua del Sol, pudiendo acercarse hasta 2,601 ua y alejarse hasta 3,854 ua. Tiene una inclinación orbital de 6,373 grados y una excentricidad de 0,1942. Emplea en completar una órbita alrededor del Sol 2118 días.

## Características físicas
La magnitud absoluta de Kirik es 12.